# 正式與非正式團體
人類團體的類型可分為正式團體以及非正式團體，這是從團體的目標和結構進行的分類。

## 正式團體
正式團體在於達成組織任務或是集體目標，又可分為指揮團體跟任務團體。個人行為一般以群體目的為依歸。

#### 指揮團體
是指在正式的組織之下所設的單位團體，亦即管理學所言在組織圖中所顯現的，因此其成員多屬同一單位且有直屬關係。

#### 任務團體
其成員可能屬於多個不同單位，其工作內容多數皆不是例行性的工作，且往往會持續一段時間，因此許多跨部門的委員會即屬於此類團體。

## 非正式團體
非正式團體是指因鄰近性或是相似性而自然形成的友誼團體和同好團體。成員之間沒有清楚的定位與任務，如家人、朋輩等。